# Caròtide

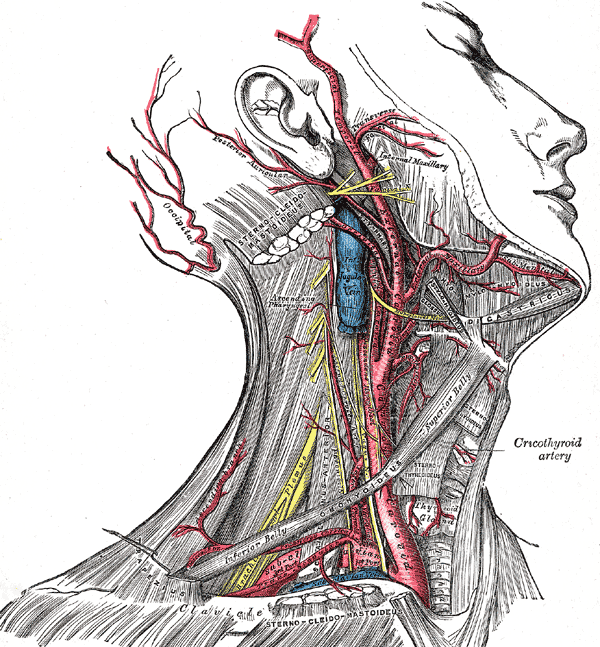
Il·lustració de l'Anatomia de Gray

L'artèria caròtide o, senzillament, caròtide es pot referir a:
- Caròtide primitiva, que es bifurca en l'externa i la interna.
- Caròtide externa
- Caròtide interna

Les caròtides són cadascuna de les dues artèries, dreta i esquerra, que discorren en la seua major part a banda i banda del coll i que irriguen tant el coll com el cap.